# Eugenio Rendo
Eugenio Rendo (Catania, 4 luglio 1948) è un imprenditore italiano.

## Biografia
Laureato in ingegneria all'Università di Padova, figlio di Mario, fratello di Luigi (detto Gigi) Rendo, all'indomani dell'arresto di quest'ultimo nel 1983, assume il comando dell'azienda edile fondata dal nonno Luigi, poi di proprietà del padre e dello zio paterno Ugo, ed espande le attività imprenditoriali della famiglia ad altri settori come la meccanica e l'impiantistica, con la creazione nel 1989 della Italimprese, della quale è stato amministratore delegato fino al 1994.
Si occupa inoltre della società editrice Telecolor International TCI S.p.A., proprietaria delle emittenti televisive catanesi Telecolor e Video 3, che cederà agli inizi degli anni novanta.
Del grande impero economico costruito dal padre, è rimasta solo la Società Tipografica Siciliana S.p.A. (STS), in passato posseduta in minoranza anche da Silvio Berlusconi, che stampava le edizioni locali del Corriere della Sera, Il Giornale, La Gazzetta dello Sport e altri quotidiani e riviste del Gruppo RCS, della quale Rendo ne è a tutt'oggi il titolare.

## Procedimenti giudiziari a carico di Eugenio Rendo
Nel 1993, in epoca di «Tangentopoli», Rendo è indagato per corruzione dalla Procura di Milano su un'inchiesta riguardante l'Enel, il cui amministratore afferma che l'imprenditore catanese gli avrebbe versato 920 milioni di lire in due rate nel 1990 e nel 1991. Stessa versione viene fornita pure dal presidente Elia Federici, e che il denaro versato dal Rendo serviva per la campagna elettorale del Partito Repubblicano, cui principale interlocutore era il deputato Italico Santoro.
A Rendo, che all'epoca era anche presidente della Commissione CEE per le grandi infrastrutture, viene condotto al carcere di San Vittore, e gli verranno in seguito concessi gli arresti domiciliari.
In realtà le mazzette riguardavano la costruzione della centrale elettrica a Montalto di Castro, in provincia di Viterbo, e nell'ambito della stessa inchiesta, nel 1995, risulta tra i 160 rinviati a giudizio dalla procura milanese, dalla quale verrà prosciolto definitivamente nel 2001 dalla Procura di Roma, che aveva nel frattempo assunto le indagini sul caso.
Tra il 1986 e il 1991, Rendo e il padre hanno versato circa 3 miliardi e 400 milioni di lire in tangenti.